# 処刑の島
『処刑の島』（しょけいのしま）は、1966年7月2日に公開された篠田正浩監督の映画、主演は新田昌。原作は武田泰淳の『流人島にて』。篠田正浩の松竹退社後の初監督作品である。

## あらすじ
憲兵の毛沼という男が西原家の3人を惨殺する事件が起きた、その事実を隠蔽するため、日本軍は西原家の遺児である三郎と、毛沼を小島と呼ばれている島へ閉じ込めた。三郎はその島の大嶽という男から酷い扱いを受けていたが、ある日その大嶽により海へ突き落された。偶然にも漁師に救出され、それから二十年の月日が流れ、三郎は再び小島へとやって来る。そこで三郎は亜矢という名の美しい娘と出会うのだが、その女が二十年前には少女だった大嶽の娘であると知る。

## スタッフ
- 監督 - 篠田正浩
- 脚色 - 石原慎太郎
- 原作 - 武田泰淳 小説『流人島にて』
- 製作 - 石原慎太郎、米山彊
- 企画 - 石原慎太郎
- 撮影 - 鈴木達夫
- 美術 - 戸田重昌
- 音楽 - 武満徹
- 録音 - 西崎英雄
- 照明 - 海野義雄
- 編集 - 篠田正浩

## 配役
- 新田昌 : 三郎
- 佐藤慶 : 松井
- 小松方正 : 常木
- 信欣三 : 黒木
- 木村俊恵 : 明江
- 富田仲次郎 : 野本
- 平松淑恵 : 宿の女将
- 殿山泰司 : 船頭
- 氏家慎子 : バーの女
- 宮城熙松
- 久保田良男
- 鬼笑介
- 松田智江
- 入江慎也
- 麻生郁子
- 細田譲二
- 若林博仁
- 関富士夫
- 菅野玲子
- 松浦豊
- 高寺正
- 岩下志麻 (松竹) : 亜矢
- 三國連太郎 : 大嶽

## 併映作品
- 『大殺陣 雄呂血』: 田中徳三監督